# شعير فيوغياني
شعير فيوغياني (الاسم العلمي:Hordeum fuegianum) هي نوع نباتي يتبع جنس الشعير من الفصيلة النجيلية.  